# Retfærd
Retfærd: Nordic Journal of Law and Justice är ett nordisk akademisk juridisk tidskrift, och publicerar artiklar på norska, svenska, danska och engelska. Tidskriften startades 1976, och kännetecknas av att utmana traditionellt rättsligt tänkande genom att se rätten i samband med det omgivande samhället och andra ämnen, t.ex. kriminologi, sociologi och filosofi.